# Forças Armadas da Geórgia

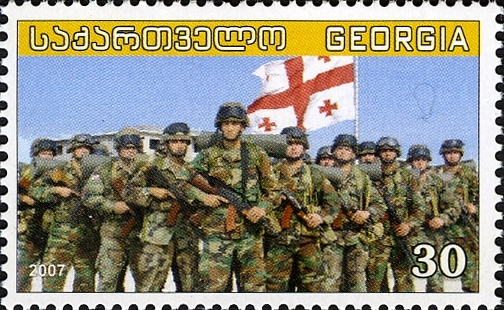
Selo georgiano de 2007 em homenagem às Forças Armadas da Geórgia

As Forças Armadas Georgianas (em georgiano:  საქართველოს შეიარაღებული ძალები Sak’art’velos Sheiaraghebuli Dzalebi), são a principal força de defesa da Geórgia. Consiste de um exército e uma força aérea, além de uma guarda nacional e a guarda costeira. Segundo a constituição, o seu objetivo principal é proteger a independência e a soberania do Estado e garantir a integridade territorial da nação. As forças armadas da Geórgia são submetidas ao Ministério da Defesa, com o poder investido na figura do Presidente como o Comandante em Chefe.
Após ganhar sua independência no começo da década de 1990, a ex república soviética da Geórgia tinha um pequeno exército, criado no padrão das Forças Armadas da União Soviética. No começo da década de 2000, o país buscou uma maior aproximação com o Ocidente, especialmente com os Estados Unidos. Os americanos passaram a fornecer armas aos georgianos que, em apoio, enviaram tropas para o Kosovo, Iraque e Afeganistão.
Durante a guerra Russo-Georgiana de 2008, o país perdeu uma enorme quantidade de equipamentos militares. Contudo, após o conflito, a Geórgia reconstruiu suas forças armadas, importando material dos Estados Unidos e, principalmente, da Europa oriental. Em 2009, o seu poderio militar já era superior do que antes da guerra contra a Rússia no ano anterior.

## Fotos

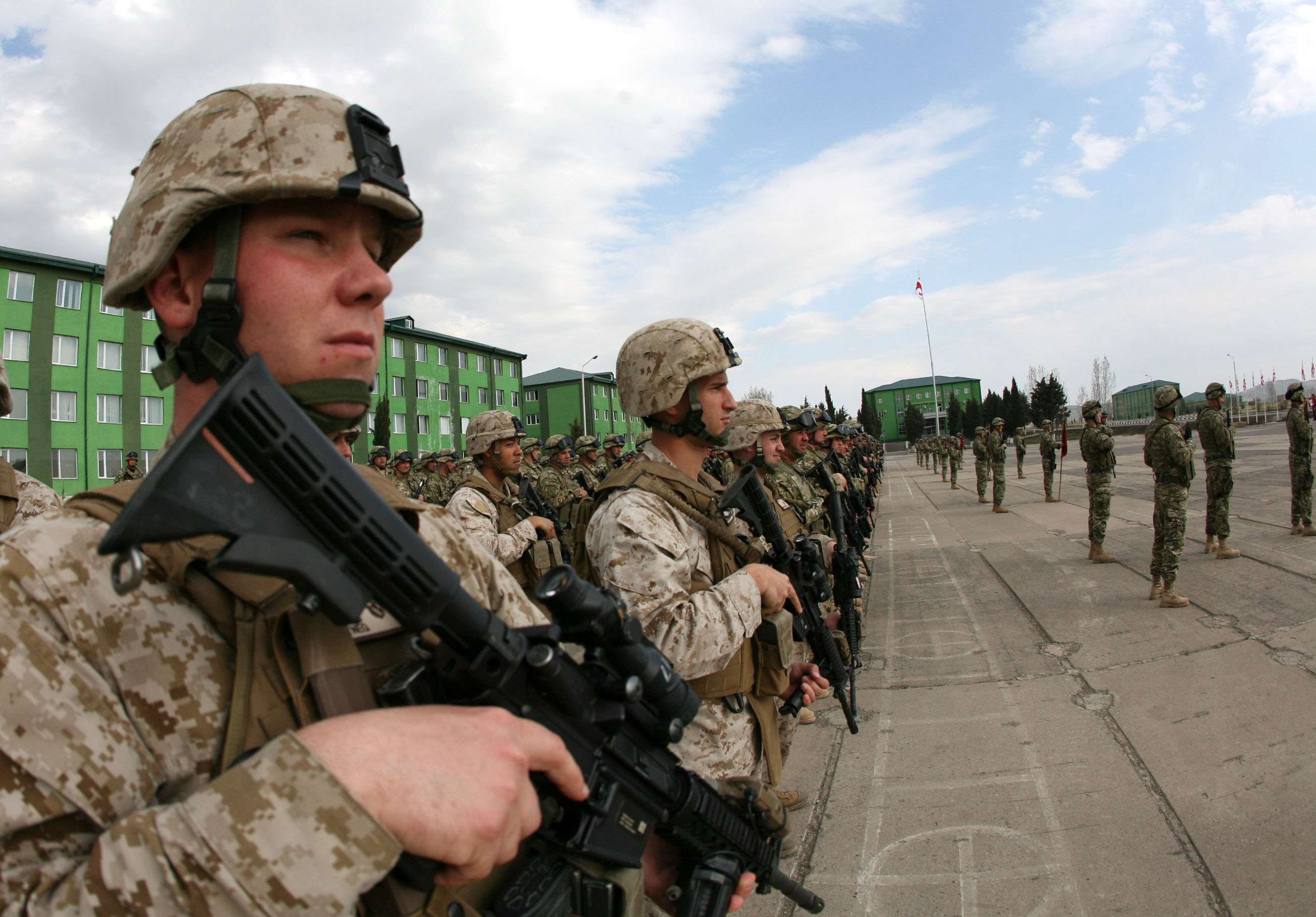
Militares georgianos no Afeganistão.
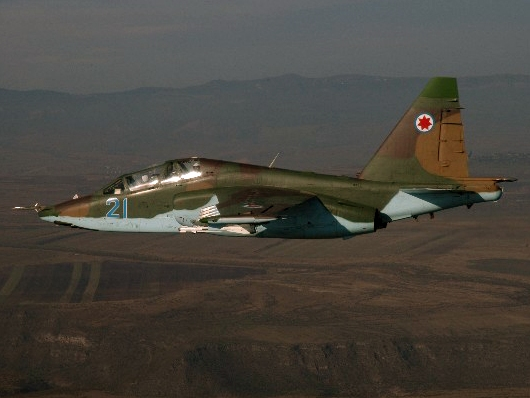
Um caça Su-25 da força aérea.
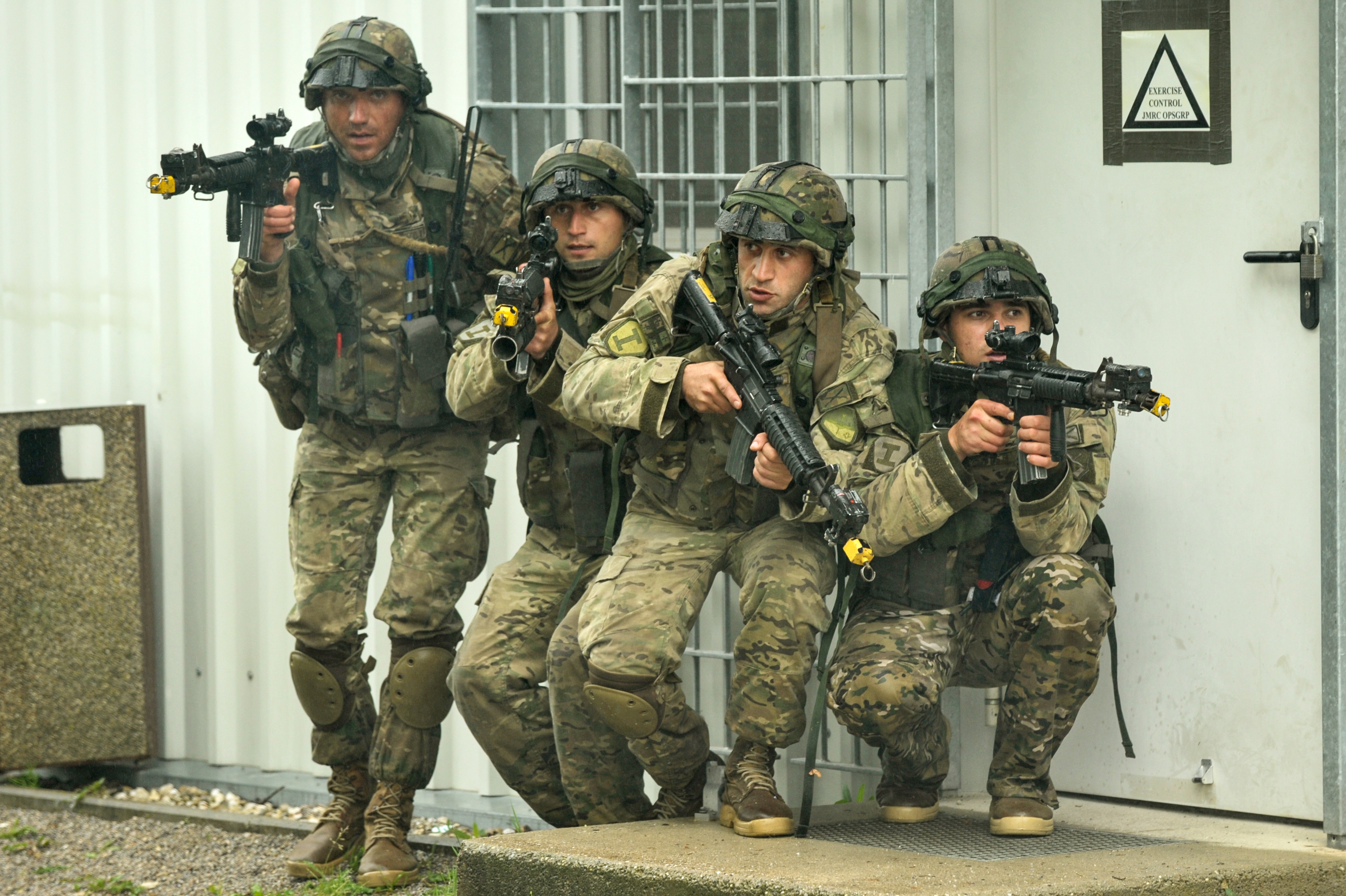
Soldados da Geórgia durante um exercício de treinamento.
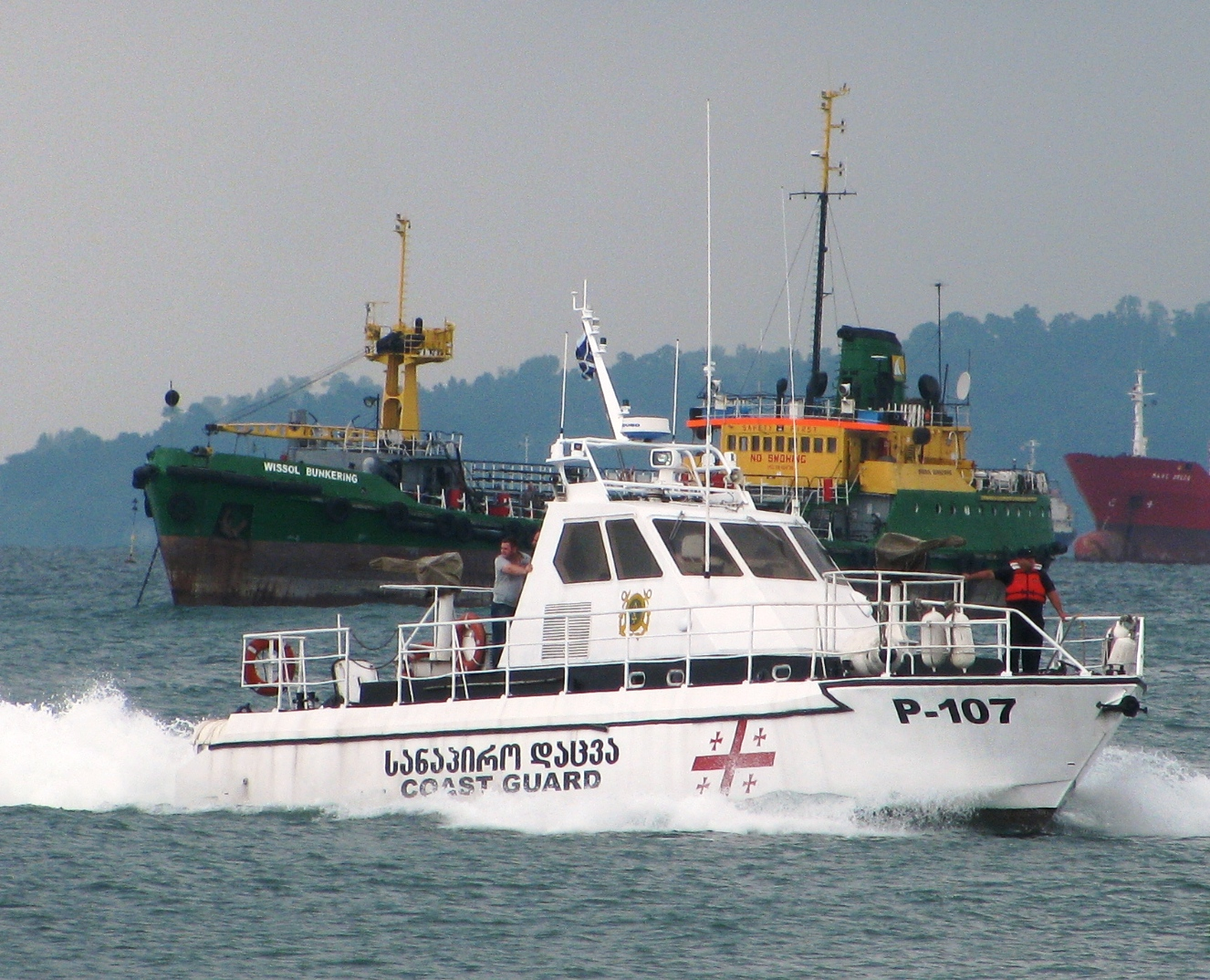
Uma embarcação da guarda costeira georgiana.
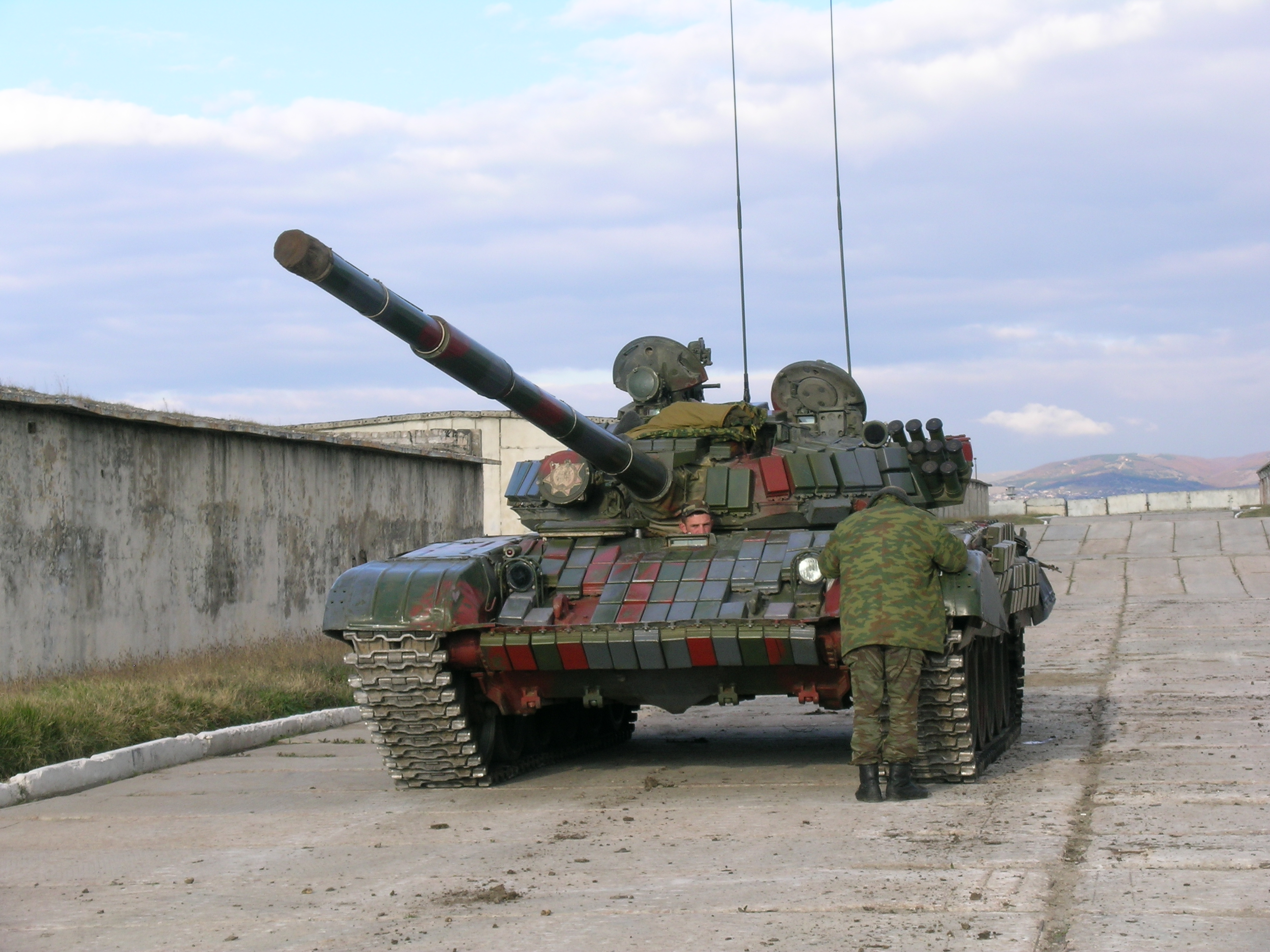
Um blindado T-72 do exército georgiano.
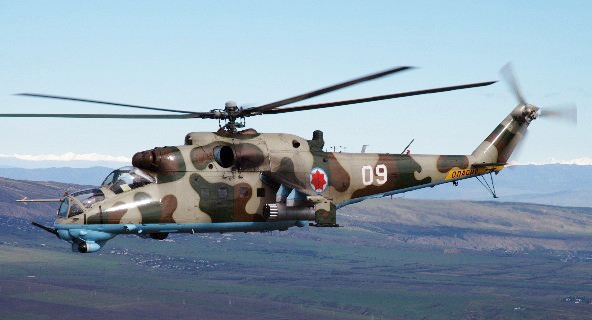
Um helicóptero Mi-24 da aviação militar da Geórgia.
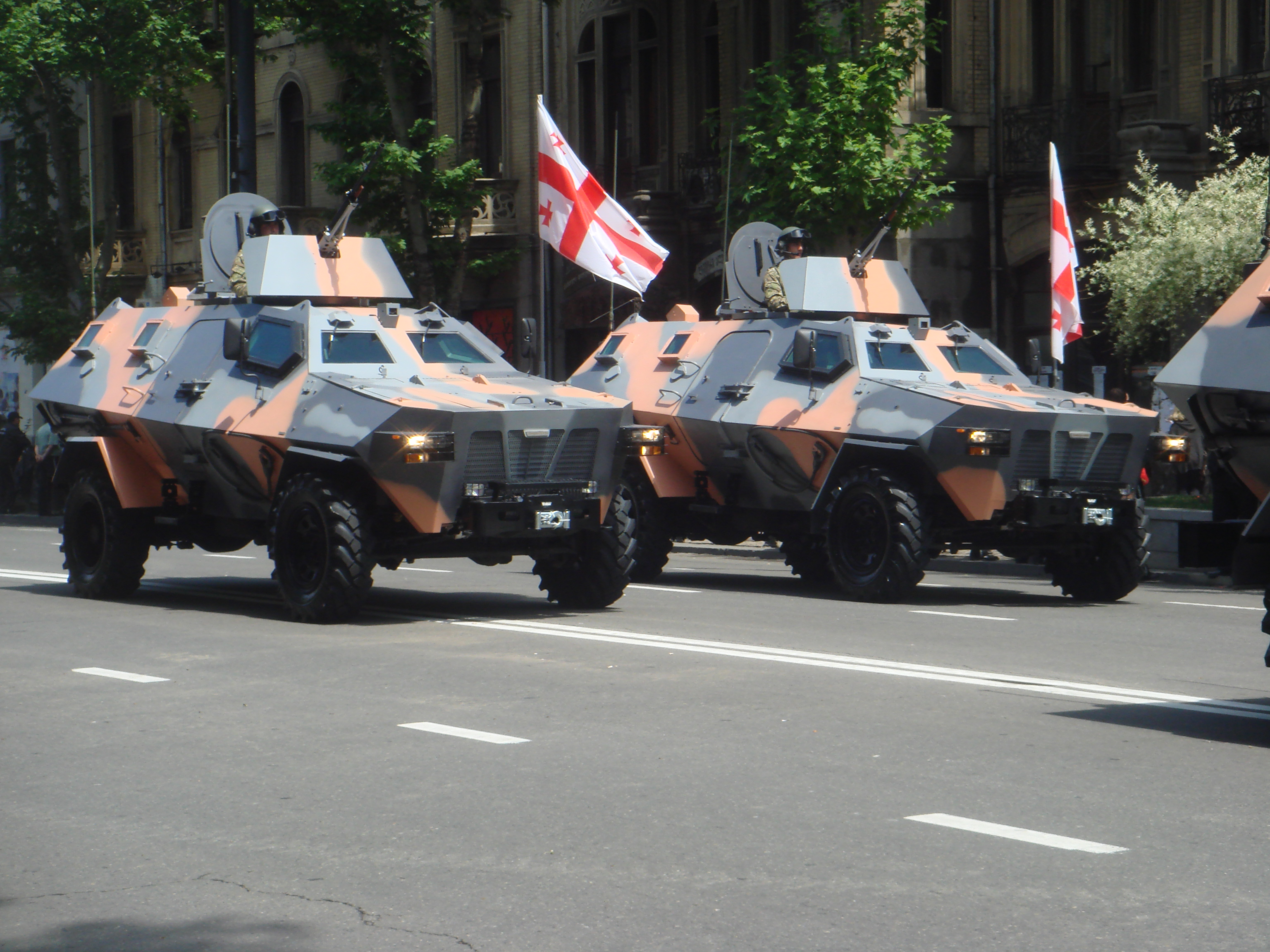
Veículos Didgori-2 durante um desfile.
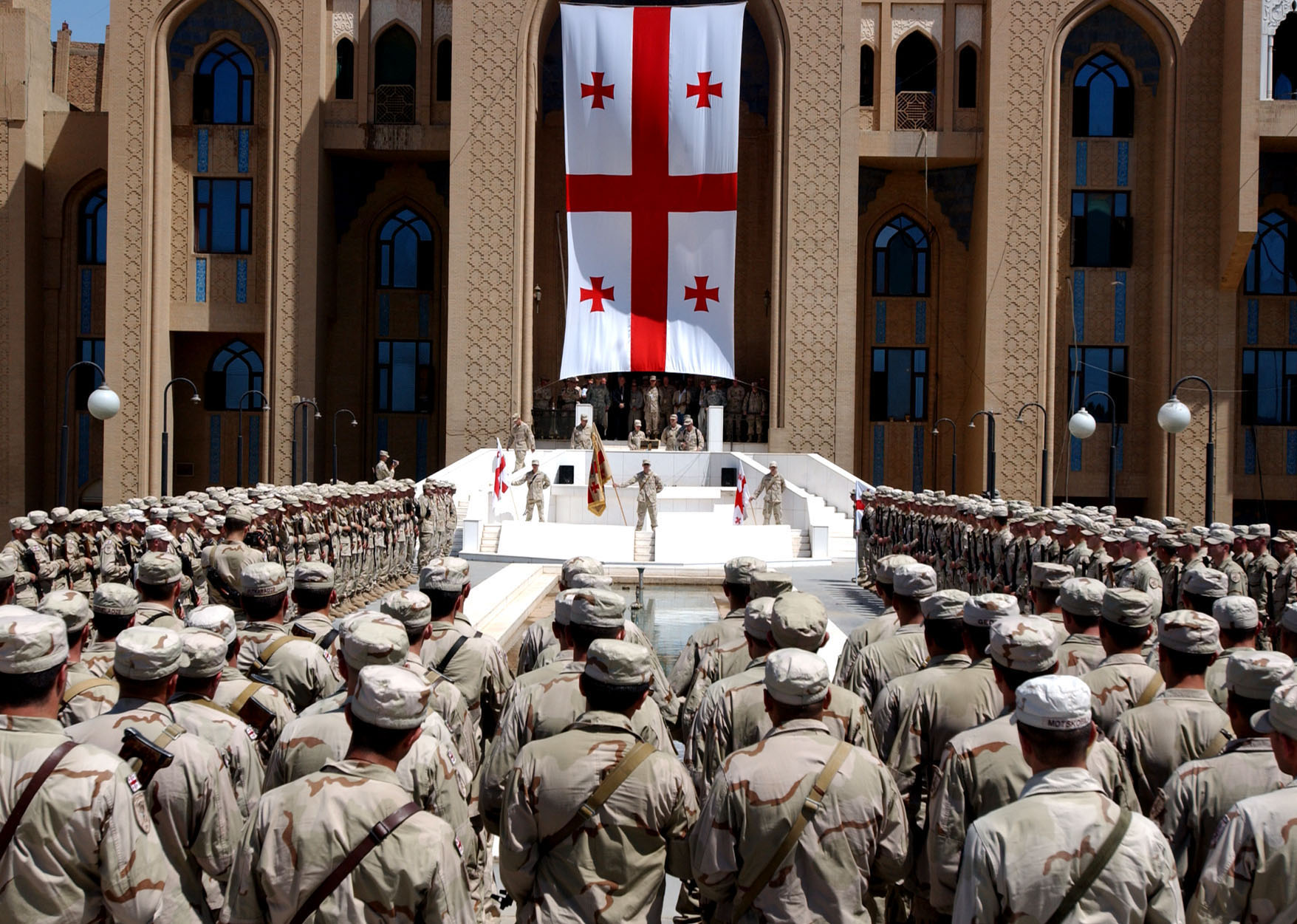
Soldados das forças armadas da Geórgia em uma cerimônia no Iraque.
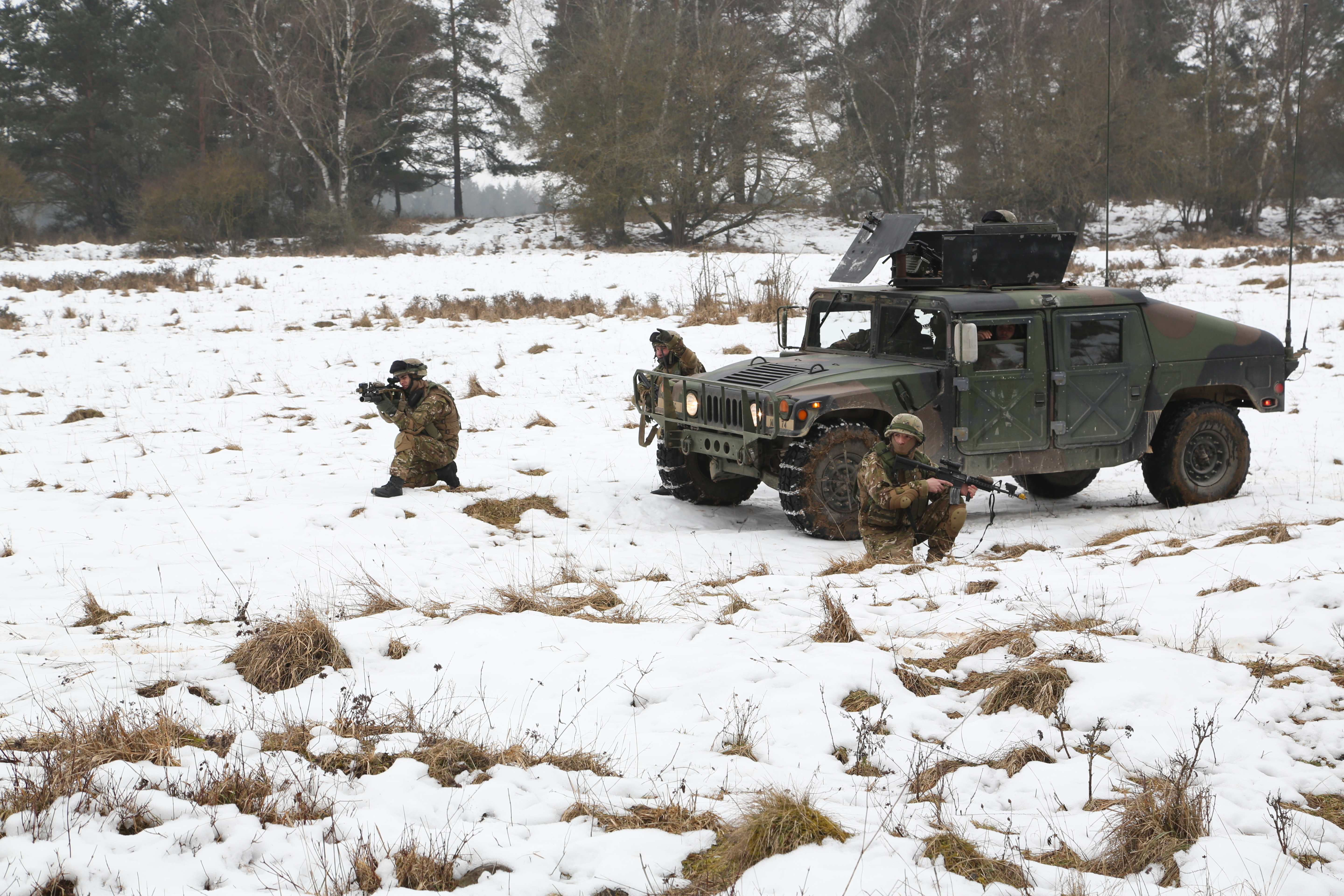
Militares georgianos num exercício de treinamento.
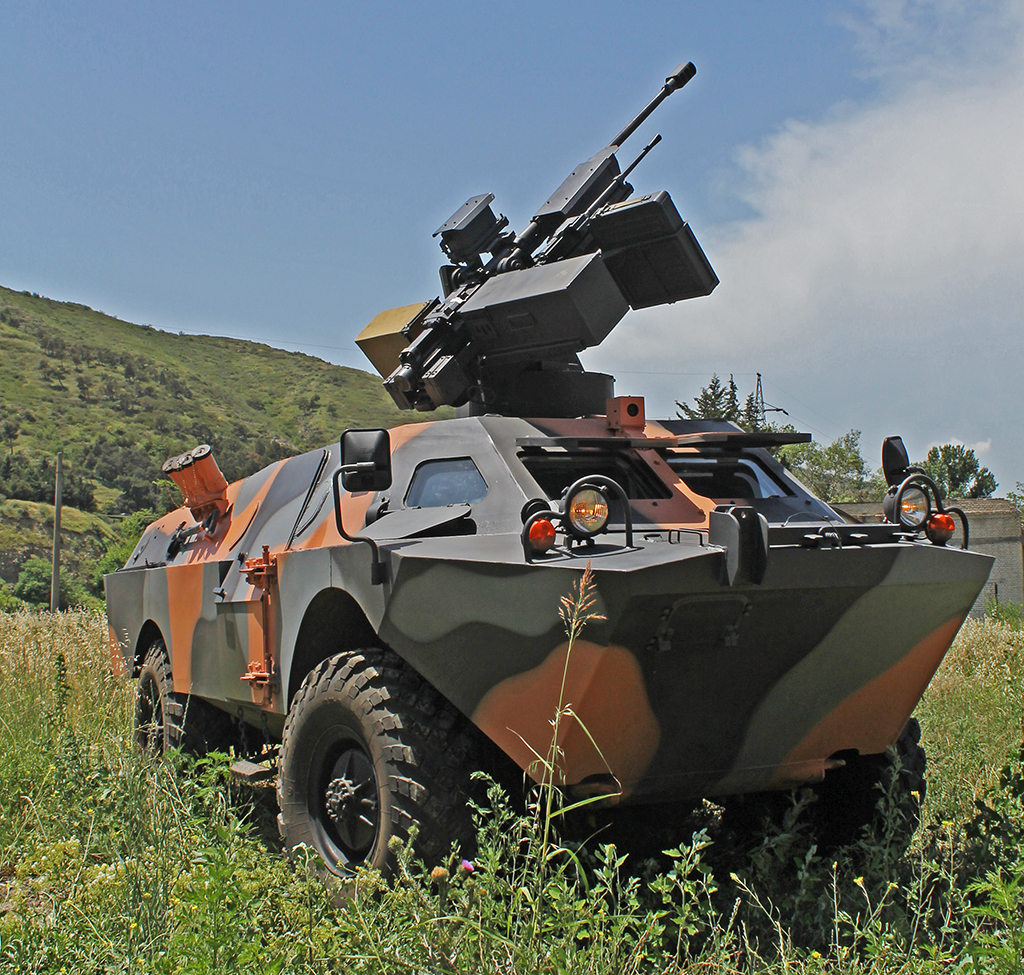
Um blindado BRDM-2 modernizado pela empresa georgiana STC Delta.